# Guy Simonds

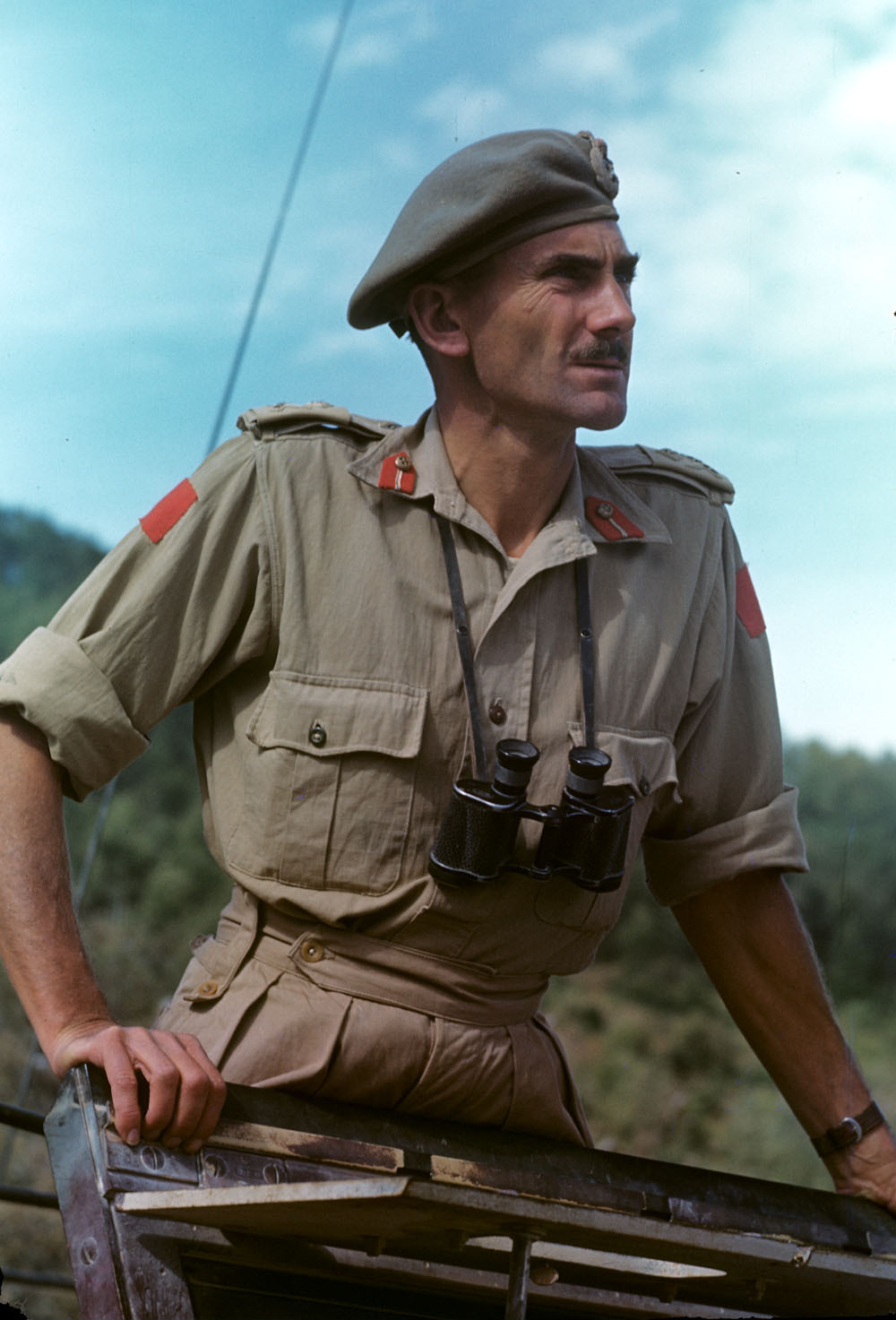
Guy Simonds ca. 1943

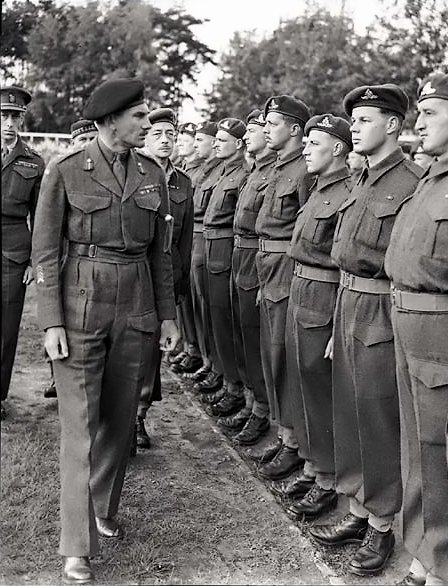
Lieutenant-General Guy Simonds inspiziert am 31. Mai 1945 seine Truppen in Meppen, Deutschland

Guy Granville Simonds CC, CB, CBE, DSO, CD, (* 23. April 1903 in Bury St. Edmunds, England; † 15. Mai 1974 in Toronto, Kanada) war ein kanadischer Offizier und General während und nach dem Zweiten Weltkrieg.
Simonds wurde in Bury St. Edmunds geboren und wanderte später mit seiner Familie nach Kanada aus.
Während des Zweiten Weltkrieges befehligte er das 2. Kanadische Korps. Später kommandierte er die 1. Kanadische Armee, mit der er auch 1944 in der Schlacht an der Scheldemündung kämpfte. 1945 war er an der Eroberung des Niederrheins beteiligt (u. a. Operation Blockbuster im Uedemer Hochwald).

## Militär-Karriere bis 1944
Als Sohn eines britischen Offiziers studierte Simonds zwischen 1921 und 1925 am Royal Military College of Canada in Kingston. 1926 trat er in die Artillerie der kanadischen Armee ein. Während seines Studienaufenthaltes in Großbritannien veröffentlichte er die Zeitschrift Canadian Defence Quarterly.
Nach Großbritanniens Eintritt in den Zweiten Weltkrieg übernahm er im Dezember 1939 das Kommando über die 1. Kanadische Infanteriedivision. Mit dieser nahm er in Sizilien an den Schlachten Nissoria, Agira und Regalbuto teil. Kurz darauf wurde er Kommandeur der 5th Canadian Armored Division.

## An der Westfront
Im Januar 1944 – er war 41 Jahre alt – wurde er ernannt zum 'General Officer Commanding' des II. Kanadischen Korps. Er galt damals als der jüngste des British Empire.
Sein Korps nahm im Juni 1944 an der Landung in der Normandie teil und kämpfte sich dann durch Frankreich voran.
Simonds nahm zahlreiche personelle Änderungen vor: Chief Engineer, Chief Medical Officer und 'Commander Corps Royal Artillery' (CCRA) wurden entlassen, und F. F. Worthington, der Kommandeur der 4th Canadian (Armoured) Division wurde abgelöst.
Er holte talentierte Offiziere wie George Kitching, Bruce Matthews und Geoffrey Walsh aus Italien zum II Corps.
Nachdem das 2. Korps aktiviert war, führte Simonds im Rahmen der großen Schlacht um Caen vier größere Attacken in fünf Wochen:
- Operation Atlantic (ein Teil der Operation Goodwood)
- Operation Spring (25. bis 27. Juli)
- Operation Totalize (7. – 14. August) und
- Operation Tractable.

Für Totalize (beginnend am 7. August), die einen Nachtangriff beinhaltete, brauchte man zahlreiche Navigationshilfen und Unterstützung schwerer Bomber. Simonds hatte aus der Operation Spring gelernt und entwickelte das gepanzerte Fahrzeug „Kangaroo“, einen frühen gepanzerten Truppentransporter aus umfunktionierten 'M7 Priest'.
Tractable (14. August) verwendete einen Rauchschild und versuchte so, die eingesetzten Panzer vor deutschen Anti-Panzer-Waffen zu schützen.
Im September 1944 übernahm Simonds zeitweise das Kommando über die 'First Canadian Army' von General Henry Crerar, der sich von einem 'bout of dysentery' (Durchfall-Anfall?) erholen musste, und führte die schwierige Schlacht an der Scheldemündung. Nachdem diese Schlacht gewonnen war, konnten die Alliierten den Hafen Antwerpen als Nachschubhafen für die alliierte Offensive verwenden.

## Militär-Karriere nach dem Krieg
Simonds war "undoubtedly deeply hurt" (zweifellos tief verletzt), als er nach Kriegsende übergangen wurde und im August 1945 Charles Foulkes statt seiner zum Generalstabs-Chef ("Chief of the General Staff") ernannt wurde.
Von 1946 bis 1949 war er "Chief Instructor" am 'Royal College of Defence Studies' in London, einer sehr renommierten Institution.
1949 kehrte er nach Kanada zurück, um den Posten des Kommandanten des 'Royal Military College of Canada' zu übernehmen.
1951 wurde er zum kanadischen Chief of General Staff ernannt.

## Im Ruhestand
Nach seiner Pensionierung arbeitete er für die 'Halifax Insurance Company' und 'Don Valley Brick Works'. Er war aktiv in der 'Royal Life Saving Society of Canada', dem 'Gurkha Appeal', dem Canadian Corps of Commissionaires' und war Chairman des 'National Ballet of Canada'.
Er kritisierte die Regierung dafür, dass sie nähere Bande mit den Vereinigten Staaten suchte und empfahl starke konventionelle Truppen, anstatt sich auf Atombomben zu verlassen bzw. seine Verteidigungsstrategie auf sie zu stützen. Die zunehmende Bedeutung von Raketen sah er voraus:
- Gegen einen Gegner, der Boden-Luft-Raketen hat, kann man nicht mehr die Luftüberlegenheit haben, wie die Alliierten sie oft im Zweiten Weltkrieg hatten
- Boden-Boden-Raketen ersetzen Luftangriffe mit Flugzeugen.

Am 29. Oktober 1971 wurde er zum Companion des Order of Canada ernannt.
Er starb am 15. Mai 1974 in Toronto an Lungenkrebs.
Nach ihm ist eine Straße in Antwerpen benannt, der "Generaal Simondslaan".